# Liste der Kulturdenkmale in Langeln
In der Liste der Kulturdenkmale in Langeln sind alle Kulturdenkmale der schleswig-holsteinischen Gemeinde Langeln (Kreis Pinneberg) aufgelistet (Stand: 10. März 2025).

## Legende
In den Spalten befinden sich folgende Informationen:
- Objekt-ID: die Nummer des Kulturdenkmales
- Lage: die Adresse des Kulturdenkmales und die geographischen Koordinaten. Kartenansicht, um Koordinaten zu setzen. In der Kartenansicht sind Kulturdenkmale ohne Koordinaten mit einem roten Marker dargestellt und können in der Karte gesetzt werden. Kulturdenkmale ohne Bild sind mit einem blauen Marker gekennzeichnet, Kulturdenkmale mit Bild mit einem grünen Marker.
- Offizielle Bezeichnung: Bezeichnung des Kulturdenkmales
- Beschreibung: die Beschreibung des Kulturdenkmales
- Bild: ein Bild des Kulturdenkmales

## Bauliche Anlagen
| Objekt-ID     | Lage                                          | Offizielle Bezeichnung | Beschreibung | Bild            |
| ------------- | --------------------------------------------- | ---------------------- | --- | --------------- |
| 8064 Wikidata | Kieler Chaussee (53° 48′ 39″ N, 9° 52′ 47″ O) | Vollmeilenstein        | Vollmeilenstein der Altona-Kieler Chaussee. Entfernungsangabe Südseite: Altona 4 M(eilen = ca. 30 km) Nordseite: Kiel 8¼ M(eilen = ca. 62 km). Auf der Vorderseite erhabenes Königsmonogramm Frederik VI. und Jahreszahl 1832. Alteintragung (Aktualisierung vorgesehen) - Begründung: geschichtlich, wissenschaftlich, Kulturlandschaft prägend - Schutzumfang: gesamtes Objekt - Denkmaltyp: Bauliche Anlage | Fotos hochladen |

## Quelle
- Liste der Kulturdenkmale in Schleswig-Holstein – Kreis Pinneberg (PDF)

- Karte mit allen Koordinaten:
- OSM |
- WikiMap